# Sel
Sel là một đô thị ở hạt Oppland, Na Uy. Nó là một phần của khu vực truyền thống của Gudbrandsdal. Trung tâm hành chính của đô thị này là thị trấn Otta.
Đô thị mới Sel được tạo ra vào ngày 1 tháng 1 năm 1908 khi nó được tách khỏi đô thị Vågå. Các đô thị cũ của Heidal được sáp nhập vào Sel đô thị ngày 1 tháng 1 năm 1965.